# Real Madrid Club de Fútbol C
Il Real Madrid C (in precedenza Real Madrid Aficionados) è una squadra di calcio spagnola. È il secondo team giovanile del Real Madrid dopo il Real Madrid Castilla. La squadra gioca le partite interne alla Ciudad Real Madrid a Valdebebas ed è composta da giovani calciatori provenienti dalle giovanili del club.
Nell'estate 2015, in seguito alla ristrutturazione del settore giovanile operata dal club blanco, il Real Madrid C è stato soppresso.
Nel 2022, il Real Madrid ha raggiunto un accordo con l'RSC Internacional per renderlo la propria squadra C nella stagione 2022-2023 della Tercera Federación. Per la stagione 2023-2024 il Real Madrid C ha ripreso le attività, prendendo il posto dell'RSC Internacional in campionato.

## Palmarès
- Tercera División spagnola (5): 1984/85, 1990/91, 1991/92, 1998/99, 2005/06.
- Copa de la Liga della Tercera División spagnola (1) : 1983.
- Campeonato de España de Aficionados (8): 1959/60, 1961/62, 1962/63, 1963/64, 1964/65, 1965/66, 1966/67, 1969/70.

- Tercera Federación: 1

2023-2024 (gruppo 7)